# Vojtěch Jarošík
Vojtěch Jarošík (7. listopadu 1958 Kralovice – 18. června 2013 Praha) byl český ekolog a zakladatel katedry ekologie Přírodovědecké fakulty Univerzity Karlovy. Věnoval se populační ekologii se zaměřením na regulaci škůdců a ochranu vzácných druhů, teplotním charakteristikám vývoje ektotermních organismů, statistickému modelování biologických dat a později studiu biologických invazí. Právě za významný přínos k rozvoji tohoto oboru obdržel v roce 2013 Cenu Bedřicha Hrozného, kterou uděluje rektor Univerzity Karlovy za významný a originální tvůrčí počin.

## Život a činnost
V letech 1978–1988 vystudoval systematickou biologii a ekologii a absolvoval doktorské studium ze zoologie na Přírodovědecké fakultě Univerzity Karlovy. Mezi lety 1986 a 1991 pracoval na Výzkumném ústavu rostlinné výroby. Od roku 1991 působil jako odborný asistent na Přírodovědecké fakultě Univerzity Karlovy, od roku 1994 jako docent, od roku 2006 jako profesor. V roce 2004 na této fakultě založil katedru ekologie, již následujících šest let vedl. Od roku 2002 byl rovněž spojen s oddělením ekologie invazí na Botanickém ústavu Akademie věd České republiky. 
Za svůj život publikoval velké množství odborných článků, včetně prestižních časopisů, jako jsou Nature či PNAS. Napsal učebnici populační ekologie Růst a regulace populací, vysokoškolská skripta a přispěl kapitolami do řady odborných knih.  
Na jeho počest je každoročně udělována katedrou ekologie Přírodovědecké fakulty Univerzity Karlovy a Českou společností pro ekologii Cena Vojtěcha Jarošíka za vynikající studentskou publikaci v oboru ekologie. 